# Felnac

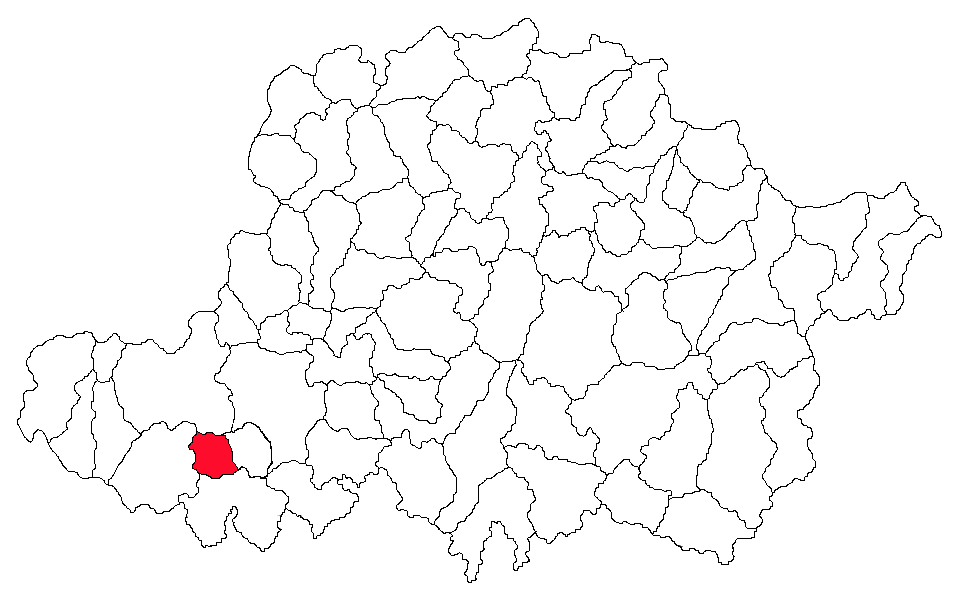
Lage der Gemeinde Felnac im Kreis Arad

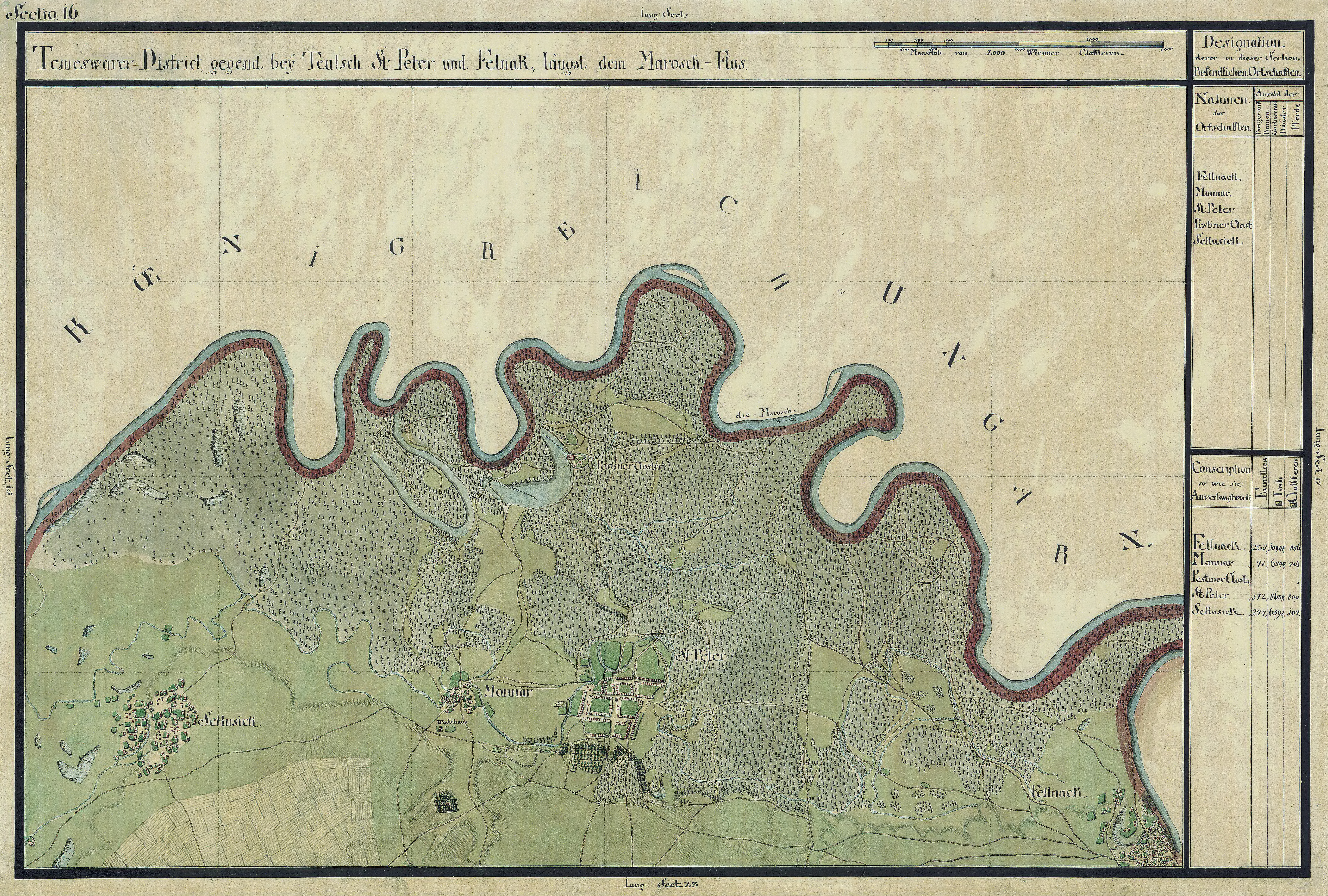
Felnac (Fellnack) auf der Josephinischen Landaufnahme (1769–1772)

Felnac (deutsch Fellnack, ungarisch Fönlak, serbo-kroatisch Фенлак) ist eine Gemeinde im Kreis Arad, im Banat, im Westen Rumäniens. Zu der Gemeinde Felnac gehört auch das Dorf Călugăreni.

## Geografische Lage
Felnac liegt in der Vinga-Ebene, am linken Marosch-Ufer, in 20 km Entfernung von der Kreishauptstadt Arad.

## Nachbarorte
| Pecica    | Sederhat                                    | Bodrogul Vechi |
| Munar     | Kompassrose, die auf Nachbargemeinden zeigt | Zădăreni       |
| Secusigiu | Mănăștur                                    | Vinga          |

## Geschichte
Die erste urkundliche Erwähnung stammt aus dem Jahr 1308, wo von Fellok die Rede ist.
Im Laufe der Jahrhunderte traten verschiedene Schreibweisen des Ortsnamens in Erscheinung: Fullak 1330, Fellak 1333, Fallak 1335, Feellak 1455, Felak 1501, Fenlax 1561, Felnak 1600, Feollak 1647, Follak 1700, Follach  1701, Fenlak  1717, Funlok  1723, Fonlak  1828, Felnac 1921, Falnic 1926.
1551 wurde Fenlak erstmals von den Türken besetzt.
Nach dem Frieden von Karlowitz (1699) kam Arad und das Maroscher Land unter österreichische Herrschaft, während das Banat südlich der Marosch bis zum Frieden von Passarowitz (1718) unter Türkenherrschaft verblieb. Gemäß den Plänen von General Starhemberg wurden im August 1699 und Juni 1701 die ersten Garnisonen der Theiß-Maroscher-Militärgrenze eingerichtet, zu denen auch Felnac gehörte.
Auf dem Areal der Gemeinde befinden sich die Überreste der Felnaker Burg aus dem 14. Jahrhundert. Sie wurde 1701 unter der Aufsicht des kaiserlichen Generalfeldzeugmeisters Georg Wilhelm Löffelholz von Kolberg zerstört. Der Gelehrte Luigi Ferdinando Marsigli hinterließ eine ausführliche Beschreibung der Festung Fenlak zusammen mit der Karte des neuen Grenzverlaufs zwischen der Habsburgermonarchie und dem Osmanischen Reich.
Auf der Josephinischen Landaufnahme von 1717 ist Fenlak mit 42 Häusern eingetragen und gehört zum Temescher Banat. Infolge des Österreichisch-Ungarischen Ausgleichs (1867) wurde das Banat dem Königreich Ungarn innerhalb der Doppelmonarchie Österreich-Ungarn angegliedert. Die amtliche – ungarische – Ortsbezeichnung war damals Fönlak.
Der Vertrag von Trianon am 4. Juni 1920 hatte die Dreiteilung des Banats zur Folge, wodurch Fenlak an das Königreich Rumänien fiel.

## Bevölkerungsentwicklung
| 1880 | 5403 | 2260 | 66  | 2075 | 1002           |
| 1910 | 5481 | 2396 | 163 | 1921 | 1001           |
| 1930 | 4908 | 2591 | 63  | 1564 | 690            |
| 1977 | 5553 | 4217 | 71  | 809  | 456            |
| 1992 | 4988 | 4267 | 82  | 69   | 570            |
| 2002 | 5182 | 4524 | 99  | 35   | 524            |
| 2021 | 2913 | 2159 | 16  | 4    | 734 (358 Roma) |